# Ivan Osipovič de Witt
Ivan Osipovič de Witt, in russo Иван Осипович Витт?, Ivan Osipovič Vitt (Kam"janec'-Podil's'kyj, 14 giugno 1781 – San Pietroburgo, 21 giugno 1840), è stato un generale, agente segreto e nobile russo.
Infiltratosi nelle file dei francesi dal 1809 al 1812, carpì molte delle mosse dell'esercito napoleonico dirette contro la Russia e risultò una figura chiave nello spionaggio internazionale dell'epoca.

## Biografia

### I primi anni
Il nipote di un architetto di Kam"janec'-Podil's'kyj, di origini olandesi, il padre di Ivan era un ricco proprietario terriero di origini polacco-ucraine, Joseph de Witt (1738-1814), il quale aveva prestato servizio a suo tempo come militare dell'esercito russo sino a divenire comandante della fortezza di Kam"janec'-Podil's'kyj. Sue sorelle furono Ol'ga Naryškina e Sof'ja Kiselëva, moglie del generale e conte Pavel Dmitrievič Kiselëv.
All'età di 11 anni, la madre di Ivan lo iscrisse nella guardia imperiale ed il 17 settembre 1792 venne ammesso come cornetta nel reggimento di cavalleria della guardia imperiale. Il 1º gennaio 1800, con il grado di capitano, venne trasferito in un reggimento di cavalleria. Nel 1801 ricevette il grado di colonnello.

### Guerre napoleoniche
All'inizio del regno di Alessandro I di Russia, ottenne il delicato incarico di raccogliere ed analizzare le informazioni militari che gli pervenivano sui principali eserciti europei della sua epoca. Durante la battaglia di Austerlitz venne gravemente ferito alla gamba destra da una palla di cannone ed i suoi soldati fuggirono allo sbando lasciandolo solo, ma riuscì comunque a salvarsi. Dopo la firma della pace di Tilsit, si ritirò dall'esercito temporaneamente.
Nel 1809 decise di arruolarsi come volontario nell'esercito napoleonico e combatté contro gli austriaci, il tutto sotto copertura: era in realtà un agente inviato dal governo russo a indagare i movimenti del nemico. Durante il suo soggiorno a Parigi, l'ambasciatore russo in Francia, Aleksandr Ivanovič Černyšëv, lo mise in contatto con Paolina Borghese, sorella dell'imperatore, ma Napoleone si interessò effettivamente di lui solo quando questi sposò la figlia di Kasper Lubomirskij, cognata di Maria Walewska, nobildonna polacca di cui l'imperatore era innamorato. Napoleone a quel punto decise di inviare Witt come agente segreto nel Ducato di Varsavia con l'intento di carpire informazioni segrete presso il locale comando francese. Nel 1811-1812 si recò diverse volte in Polonia.
Due settimane prima dell'invasione della Grande Armée in Russia, il conte de Witt attraversò a nuoto il Niemen per portarsi segretamente al quartier generale di Michael Andreas Barclay de Tolly, al quale presentò informazioni dettagliate sui piani d'attacco dei francesi. Lo zar Alessandro I lo volle incontrare personalmente e rimase in colloquio con lui per diverse ore. 
Nell'estate del 1812, quando era ormai palese che la sua copertura fosse saltata, riprese il proprio servizio regolare nell'esercito russo, costituendo 4 reggimenti cosacchi in Ucraina e divenendo loro comandante. Il 18 ottobre 1812 venne promosso alla carica di maggiore generale. Il 22 febbraio 1813 venne insignito della III classe dell'Ordine di San Giorgio, dimostrando notevole coraggio personale ed abnegazione nella battaglia contro le truppe sassoni il 1º febbraio a Kalisz.
Il 24 febbraio 1813 venne nominato comandante del 1º reggimento cosacco ucraino, continuando nel contempo a comandare una brigata dei reggimenti cosacchi ucraini.
Prese parte alla battaglia di Lutzen, alla battaglia di Bautzen e alla battaglia di Lipsia. Nel 1814 combatté a Laon, Craonne e sin sotto le mura di Parigi.

### Nella Russia meridionale

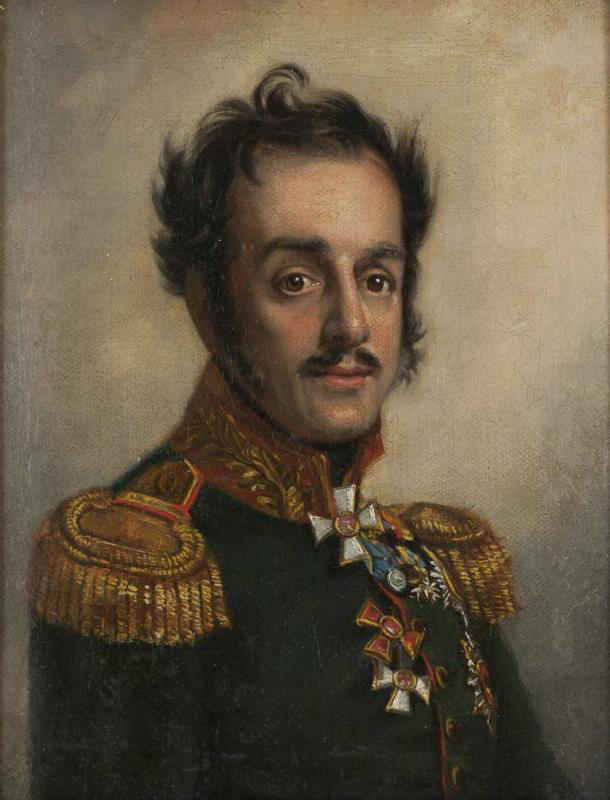
Il generale de Witt

Dopo le guerre napoleoniche, Witt ottenne il comando di una divisione di cavalleria stabile in Ucraina. Postosi contro Lanzheron, mirando al governatorato della Novorossija, quando venne nominato a tale incarico il conte Michail Semënovič Voroncov, pur sospettato di liberalismo, venne destinato invece ad Odessa per sorvegliarlo segretamente.
Il 6 maggio 1818 venne promosso al grado di tenente generale ed il 17 ottobre 1823 venne nominato comandante del 1º corpo di cavalleria di riserva. Ottenne quindi il comando di tutti gli insediamenti militari nel sud dell'Ucraina, pur non abbandonando mai formalmente le sue attività di spionaggio.
Lo storico Jurij Michajlovič Lotman disse a proposito di Witt:
Il conte de Witt in realtà non visse con sua moglie, nata principessa Lubomirskaja, dal 1813, il che suggerisce che si trattasse di un matrimonio di convenienza. Durante il suo soggiorno a Odessa, il conte de Witt iniziò una relazione con un'altra aristocratica polacca, Karolina Sobanska, nata Rževuska, che durò ben 15 anni. Secondo alcuni rapporti, nel 1831 i due si sposarono segretamente.
Witt partecipò alla guerra russo-turca del 1828-1829, ricevendo il grado di generale di cavalleria il 21 aprile 1829 e venendo nominato comandante del reggimento ucraino degli ulani dal 30 agosto 1831.

### La rivolta in Polonia
Si distinse nella repressione della rivolta in Polonia nel 1831. Per la battaglia di Grochov ricevette una spada d'oro con diamanti. Venne ferito al ginocchio destro e insignito per il valore dimostrato dell'Ordine di San Giorgio di II classe il 18 ottobre 1831.
Tuttavia lo zar Nicola I di Russia era allarmato dal fatto che i polacchi volessero riprendere il possesso del loro governo in maniera autonoma, ancor più quando il generale Alexander von Benckendorff gli riferì dell'enorme influenza che aveva la Sobanska, fervente autonomista, sul conte Witt. Per questo motivo lo zar respinse la proposta del generale Ivan Fëdorovič Paskevič di nominare Witt quale vicepresidente del governo polacco, temendo appunto che egli avrebbe finito per favorire i ribelli locali a scapito dei russi. Il 10 aprile 1832 Witt venne invece nominato ispettore di tutta la cavalleria di riserva dell'esercito russo. Nel 1836 interruppe i propri rapporti con la contessa Sobanska.
Morì nel 1840 e venne sepolto nel monastero di San Giorgio a Fiolent.